# Opus 59
Opus 59 é um método de aprendizagem de violão erudito de autoria do músico italiano Matteo Carcassi.
O livro aborda teoria musical, princípios básicos do violão, exercícios de escalas, aprendizagem de partituras de violão, arpegios e 50 peças progressivas ao final.